# Place d'Espagne (Barcelone)
Pour les articles homonymes, voir Place d'Espagne.
La place d'Espagne (en catalan : Plaça d'Espanya) est une place publique du centre de Barcelone, située à la frontière des arrondissements de l'Eixample et de Sants-Montjuïc.
Elle est la porte d'entrée, urbanistique et touristique, de la colline de Montjuïc.

## Situation
Elle est située au pied de la colline de Montjuïc, à l'intersection de la Gran Via de les Corts Catalanes, qui la traverse selon un axe nord-est/sud-ouest, des avenues du Parallèle à l'est et de la Reine Marie-Christine au sud-est, et des rues de la Creu Coberta à l'ouest et de Tarragone au nord. Avec 34 000 m2, c'est la deuxième plus grande place d'Espagne, après la place d'Espagne à Madrid, et avant la place de Catalogne à Barcelone.

## Histoire
La place d'Espagne est conçue par Ildefons Cerdà dans son projet de l'Eixample comme un moyen de communication entre Barcelone et les localités du Baix Llobregat. Après un premier projet de Josep Amargós en 1915 pour développer la place, Josep Puig i Cadafalch et Guillem Busquets sont chargés des travaux, qui sont poursuivis par Antoni Darder à partir de 1926. Les constructions autour de la place sont réalisées pour l'Exposition internationale de 1929.

## Urbanisme et monuments

### Fontaine
Au centre de la place, à l'endroit où se trouvait la croix de délimitation de la ville sur l'ancienne route de Madrid, s'élève une fontaine monumentale conçue par Josep Maria Jujol, avec une décoration sculpturale ornementale de Miguel Blay et des frères Miquel et Llucià Oslé. D'inspiration classique, le sens iconographique de l'œuvre représente une allégorie poétique de l'Espagne : Sur un bassin de forme triangulaire se trouve un édicule avec trois niches avec des groupes sculpturaux symbolisant les fleuves qui se jettent dans les trois mers qui entourent la péninsule ibérique, l'Èbre (Méditerranée), le Guadalquivir et le Tage (Atlantique) et des figures d'adolescents pour les fleuves de la mer Cantabrique, œuvre de Blay ; aux angles du bassin se trouvent trois groupes représentant les fruits et les dons des eaux : Abondance, Santé publique et Pêche et navigation, œuvre des frères Oslé ; autour du corps central s'articulent trois colonnes avec diverses figures et emblèmes symbolisant la Religion (une croix avec Ramon Llull, Sainte Thérèse de Jésus et Saint Ignace de Loyola), l'Héroïsme (une épée avec Don Pelayo, Jacques Ier d'Aragon et Isabelle la Catholique), et les Arts (un livre avec Ausiàs March et Miguel de Cervantes) ; L'œuvre est couronnée par un chaudron de feu avec trois Victoires, une œuvre en bronze du sculpteur Frederic Llobet.

### Colonnades et tours Vénitiennes
Le complexe monumental de forme circulaire se développe au sud de la place, autour d'un hémicycle formé par une colonnade de style baroque, influencée par la place Saint-Pierre du Bernin au Vatican.
À l'entrée de la place menant à l'avenue de la Reine Marie-Christine, les tours Vénitiennes, deux tours jumelles ont été construites par Ramon Reventós, inspirées par le campanile de Saint-Marc à Venise.

### Autres bâtiments
Les hôtels d'exposition, construits à l'ouest de la place, sont des œuvres de Nicolás Rubió Tudurí. Seul celui situé entre la Gran Vía et la rue Creu Coberta est encore debout et abrite l'école primaire du CEIP « Francesc Macià » et l'Institut municipal d'éducation. 
L'hôtel Catalonia Barcelona Plaza s'élève au nord-ouest, entre les rues Creu Coberta et de Tarragone. Cette dernière le sépare du centre commercial Las Arenas, situé au nord de la place. Enfin à l'est, s'élève l'immeuble moderne abritant l'hôtel de police des Mossos d'esquadra.

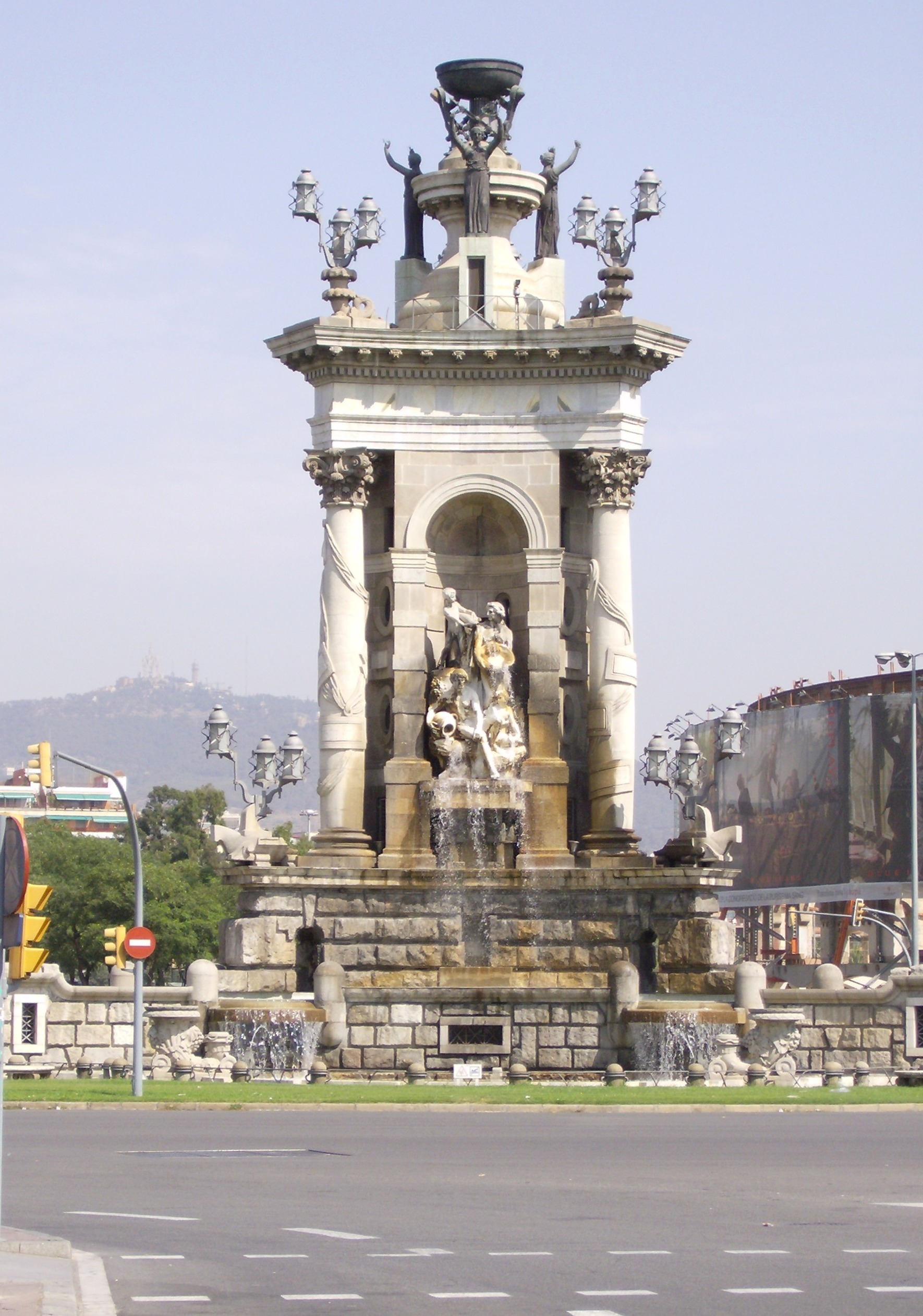
Fontaine de la place d’Espagne.

## Sport
Le Club féminin et sportif de Barcelone, première entité sportive féminine dans l'histoire du pays, a son siège sur la place sous la République, avant la préparation des Olympiades populaires de Montjuïc.

## Transports
Située sous la place, la station Espanya est un pôle d'échanges où se croisent les lignes 1 et 3 du métro de Barcelone. Elle communique avec la station Plaça d'Espanya où arrivent la ligne 8 et six lignes des Chemins de fer de la généralité de Catalogne (FCG).